# Lagoa de Saquarema
Lagoa de Saquarema är en lagun i Brasilien.   Den ligger i delstaten Rio de Janeiro, i den sydöstra delen av landet, 1 000 km sydost om huvudstaden Brasília. Lagoa de Saquarema ligger 2 meter över havet. Arean är 10,8 kvadratkilometer. Den sträcker sig 3,1 kilometer i nord-sydlig riktning, och 7,1 kilometer i öst-västlig riktning.
Runt Lagoa de Saquarema är det i huvudsak tätbebyggt.